# Corcelles-Cormondrèche
Corcelles-Cormondrèche (toponimo francese) è una frazione di 4 754 abitanti del comune svizzero di Neuchâtel (Canton Neuchâtel).

## Geografia fisica
Corcelles-Cormondrèche si trova sulle colline che sorgono sulla sponda nordoccidentale del lago di Neuchâtel.

## Storia

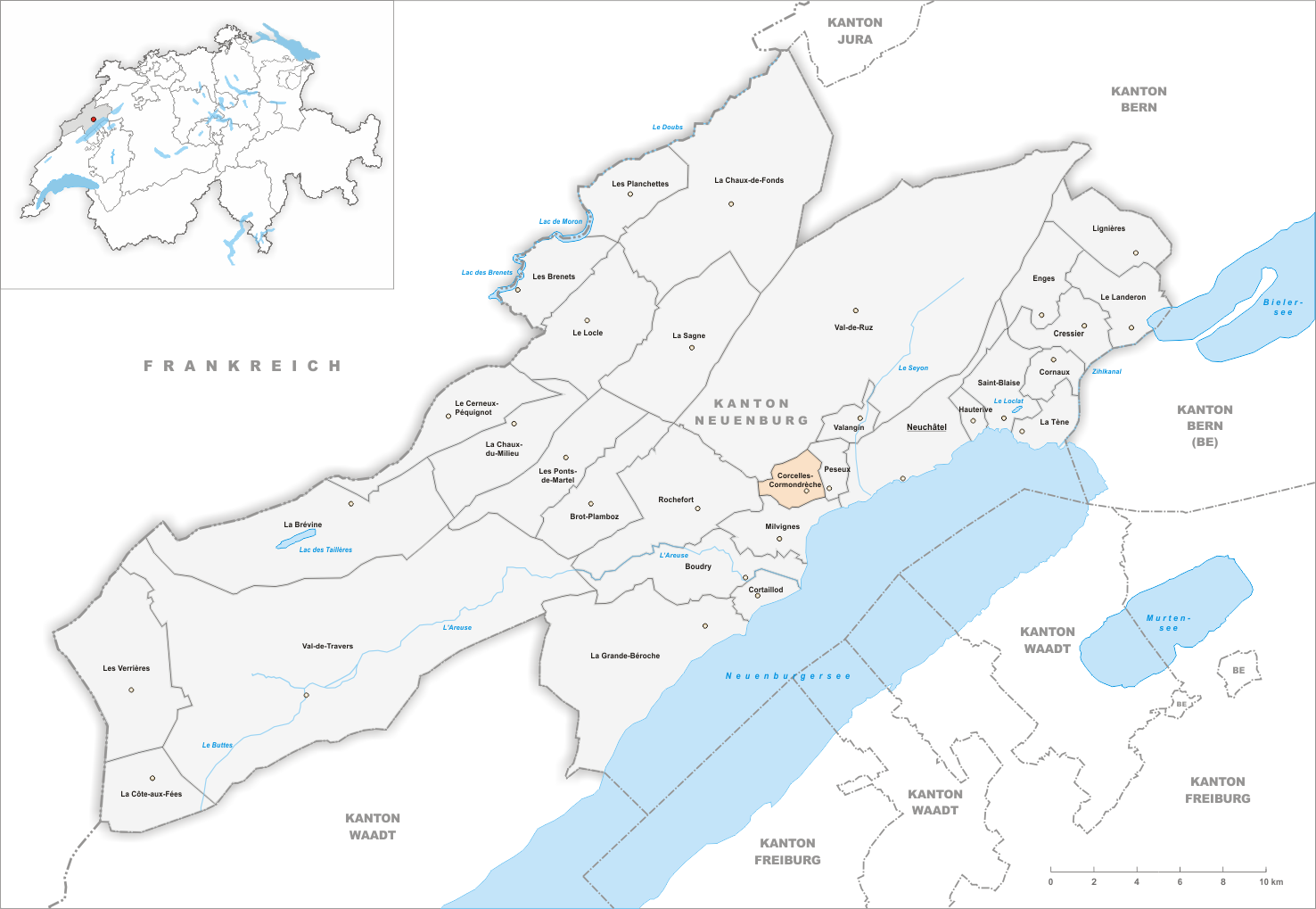
Il territorio del comune di Corcelles-Cormondrèche prima degli accorpamenti comunali del 2021

Già comune autonomo formato dalle due frazioni di Corcelles e Cormondrèche e che si estendeva per 4,86 km², in seguito all'esito favorevole del referendum del 25 ottobre 2020 il 1º gennaio 2021 è stato aggregato a quello di Neuchâtel assieme agli altri comuni soppressi di Peseux e Valangin.

## Monumenti e luoghi d'interesse
- Chiesa riformata di Corcelles.

## Società

### Evoluzione demografica
L'evoluzione demografica è riportata nella seguente tabella:
Abitanti censiti

## Economia
Corcelles-Cormondrèche è un paese prevalentemente residenziale.

## Infrastrutture e trasporti

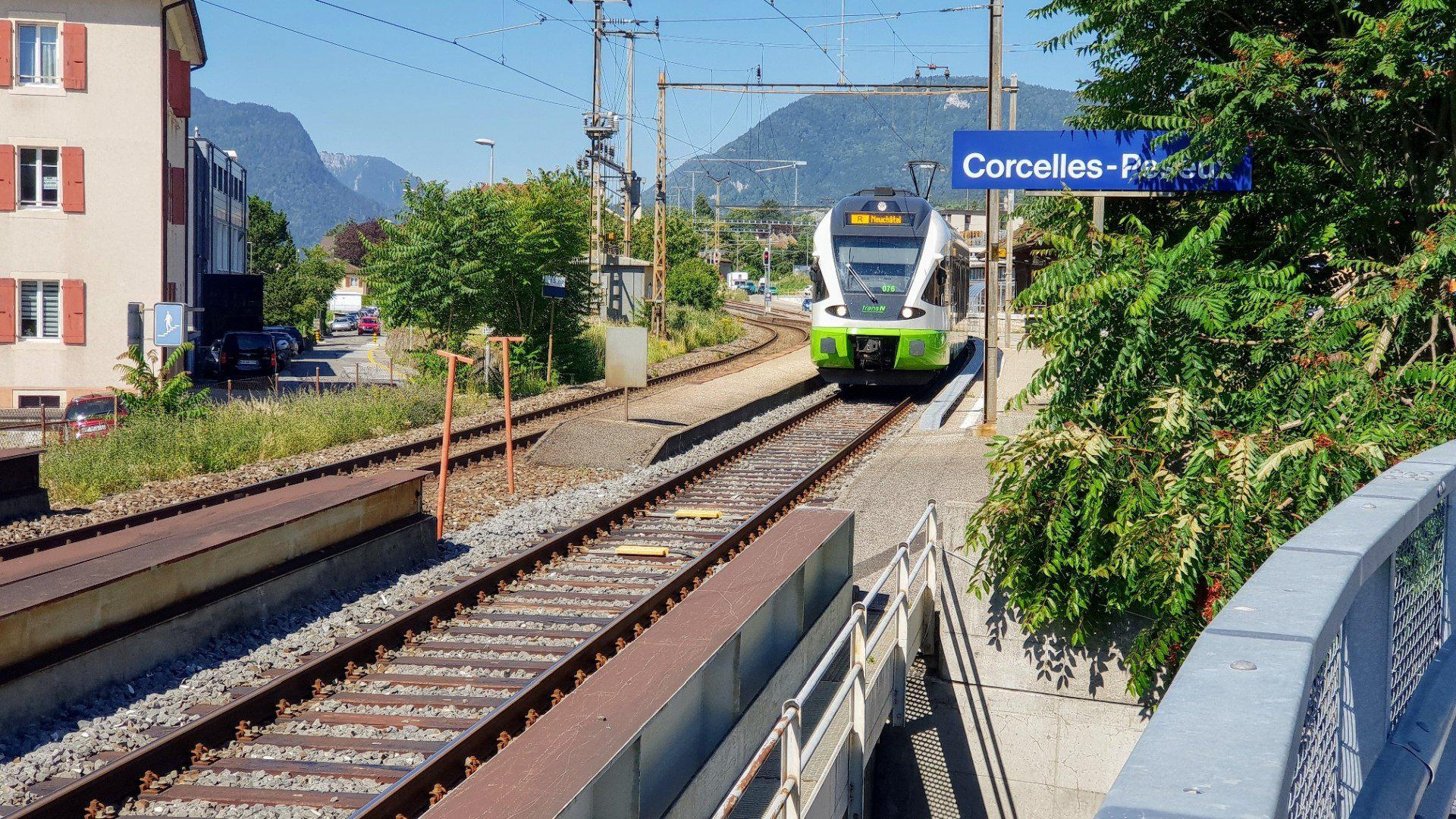
La stazione di Corcelles-Peseux

Corcelles-Cormondrèche è servito dalla stazione di Corcelles-Peseux sulla ferrovia Neuchâtel-Le Locle e dalla rete filoviaria di Neuchâtel.